# Naissance en 1955
Naissance
- 1951
- 1952
- 1953
- 1954
- 1955
- 1956
- 1957
- 1958
- 1959

Les naissances en 1955 concernent les personnalités nées entre le 1er janvier et le 31 décembre 1955.

## Janvier
- 1er janvier :
  - Abbas Bahri, mathématicien tunisien († 10 janvier 2016).
  - Hossein Hamadani, général iranien († 7 octobre 2015).
- 2 janvier : Ahmed Attoumani Douchina, homme politique français.
- 3 janvier : David Pratt, homme politique.
- 4 janvier :
  - Mark Hollis, chanteur britannique du groupe Talk Talk († 25 février 2019).
  - John Nunziata, homme politique.
- 5 janvier : Jacky Micaelli, chanteuse française († 16 septembre 2017).
- 6 janvier : Rowan Atkinson, humoriste et acteur anglais.
- 9 janvier : J. K. Simmons, acteur américain.
- Kevin Costner.
- 10 janvier : 

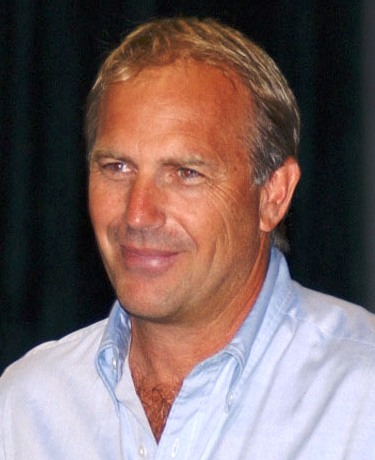
Kevin Costner.

  - Eva Aariak, première ministre du Nunavut.
  - Yasmina Khadra, écrivain algérien.
- 12 janvier : Dieudonné Bogmis, évêque catholique camerounais († 25 août 2018).
- 13 janvier : Ludo Loos, coureur cycliste belge († 1er mars 2019).
- 14 janvier : Dominique Rocheteau, footballeur français.
- 15 janvier :
  - Manolo Arruza (Manuel Ruiz Vázquez), matador mexicain.
  - Thierry Breton, ministre de l'Économie, des Finances et de l'Industrie français.
  - Alberto Fernández Blanco, coureur cycliste espagnol († 14 décembre 1984).
- 16 janvier :
  - Paulette Marcelline Adjovi, femme politique béninoise.
  - Jerry M. Linenger, astronaute américain.
  - Martin Roth, spécialiste allemand des musées († 6 août 2017).
- 17 janvier : 
  - Henryk Średnicki, boxeur polonais († 10 avril 2016).
  - Manasseh Sogavare, personnalité politique salomonais et premier ministre des Salomon depuis 2019.
  - Katalin Karikó, biochimiste hongroise à l’origine d’applications thérapeutiques faisant appel à l’ARN messager.
- 18 janvier : Kevin Costner, acteur, producteur, réalisateur et chanteur américain.
- 19 janvier : 
  - Erwina Ryś-Ferens, patineuse de vitesse polonaise († 20 avril 2022).
  - Gregorio Sablan, politicien américain.
  - Paul Rodriguez, acteur, producteur, réalisateur et compositeur américain.
- 22 janvier : Thomas D. Jones, astronaute américain.
- 23 janvier : Raymond Ndong Sima, homme politique gabonais.
- 25 janvier : 
  - Tōru Iwatani, concepteur japonais du jeu vidéo Pac-Man.
  - Piedad Córdoba, avocate et femme politique colombienne († 20 janvier 2024).
- 26 janvier : Eddie Van Halen, guitariste du groupe de rock Van Halen († 6 octobre 2020).
- 27 janvier : John G. Roberts, Jr., président de la Cour suprême des États-Unis depuis 2005.
- 28 janvier : 
  - Amina Bazindre, diplomate nigérienne.
  - Nicolas Sarkozy, homme politique et président de la République française (2007-2012).
- 29 janvier :
  - Greg Ballard, joueur et entraîneur de basket-ball américain († 9 novembre 2016).
  - Bernard Bilis, prestidigitateur français.
  - Hervé Blanc, acteur français († 16 août 2020)
  - Pierre Bordage, écrivain français.
- 31 janvier : Viorel Cataramă, homme politique roumain.

## Février
- 2 février :
  - Leszek Engelking, écrivain polonais († 22 octobre 2022).
  - Philippe Tesnière, coureur cycliste français († 7 décembre 1987).
  - François Zdun, footballeur et entraîneur français († 2 avril 2019).
  - Kim Zimmer, actrice américaine.
- 4 février : Maria Carme Junyent i Figueras, linguiste catalane.
- 5 février :
  - Souad El Alaoui Ben Hachem, autrice marocaine.
  - Joseph Marcel Ramet, médecin pédiatre belge et professeur d'université († 7 mars 2019).
- 7 février :
  - Miguel Ferrer, acteur américain († 19 janvier 2017).
  - André Viard, matador français.
- 8 février : Jim Neidhart, catcheur américain († 13 août 2018).
- 10 février :
  - Lusia Harris, joueuse américaine de basket-ball († 18 janvier 2022).
  - Oksana Chvets, actrice ukrainienne († 17 mars 2022).
- 11 février : Anneli Jäätteenmäki femme politique finlandaise, ancien premier ministre de Finlande.
- 12 février : Renato Balduzzi, juriste et homme politique italien.
- 13 février : Marcel Nuss, essayiste français († 13 février 2024).
- 14 février : Ronald Desruelles, athlète belge († 1er novembre 2015).
- 15 février : Daniel Viéné, peintre français († 30 août 2013).
- 19 février : David Murray, saxophoniste de jazz américain.
- 20 février : Ennio Fantastichini, acteur italien († 1er décembre 2018).
- 21 février : 
  - Kelsey Grammer, acteur, humoriste, réalisateur, doubleur, producteur et scénariste américain.
  - Josep Piqué, homme politique, économiste et entrepreneur espagnol († 6 avril 2023).
- 23 février : Flip Saunders, entraîneur américain de basket-ball († 25 octobre 2015).
- 24 février :
  - Steve Jobs, entrepreneur et inventeur américain, cofondateur de l'entreprise Apple († 5 octobre 2011).
  - Alain Prost, pilote automobile français, champion du monde de Formule 1 en 1985, 1986, 1989 et 1993.
- 25 février :
  - Ebrahim Rezaei Babadi, homme politique iranien.
  - Gabriele Sima, chanteuse d'opéra autrichienne († 27 avril 2016).
  - Camille Thériault, homme politique canadien, ancien premier ministre du Nouveau-Brunswick.
- 28 février : Gilbert Gottfried, acteur américain († 12 avril 2022).

## Mars
- 2 mars : Shōkō Asahara, fondateur de la secte japonaise Aum Shinrikyō († 6 juillet 2018).
- 3 mars : 
  - Lenka Lichtenberg, chanteuse et compositrice canadienne.
  - Pierre Pradinas, metteur en scène, réalisateur et directeur de la Compagnie du Chapeau Rouge français.
  - Thomas Zondo Sakala, économiste zimbabwéen.
- 6 mars :
  - Cyprien Ntaryamira, homme politique burundais († 6 avril 1994).
  - Alberta Watson, actrice canadienne († 21 mars 2015).
- 7 mars : Sy Kadiatou Sow, femme politique malienne.
- 9 mars :
  - Ornella Muti, actrice italienne.
  - Maria Cristina Ogier, laïque italienne, vénérable catholique († 8 janvier 1974).
- 10 mars : Richard Benson, chanteur et personnage médiatique italien d'origine britannique († 9 mai 2022).
- 11 mars : Nina Hagen, chanteuse allemande.
- 12 mars : Thione Seck, chanteur sénégalais († 14 mars 2021).
- 13 mars :
  - Dagmara Beitnere-Le Galla, femme politique lettone.
  - Glenne Headly, actrice américaine († 8 juin 2017).
- 16 mars : Andy Scott, homme politique fédéral provenant du Nouveau-Brunswick († 25 juin 2013).
- 17 mars : Gary Sinise, comédien américain.
- 19 mars :
  - Dorjee Khandu, homme politique indien († 30 avril 2011).
  - Sahiba Qafarova, femme politique azerbaïdjanaise.
  - Bruce Willis, acteur et producteur de cinéma américain.
  - Simon Yam, acteur et producteur hongkongais.
- 20 mars : Mariya Takeuchi, chanteuse japonaise.
- 21 mars : Jair Bolsonaro, homme d'État brésilien, Président du Brésil du 1er janvier 2019 au 1er janvier 2023.
- 22 mars :
  - Jacques Coulais, peintre français († 25 juin 2011).
  - Lena Olin, actrice suédoise.
- 23 mars :
  - Angelo Froglia, peintre italien († 11 janvier 1997).
  - Moses Malone, joueur de basket-ball américain († 13 septembre 2015).
- 24 mars : Candy Reynolds, joueuse de tennis américaine.
- 25 mars : Carlo Tonon, coureur cycliste italien († 17 juin 1996).
- 29 mars : Marina Sirtis, actrice et productrice anglo-américaine.
- 31 mars :
  - Kuo Ming-fong, érudite chinoise († 11 mars 2001).
  - Muriel Siki, journaliste suisse.
  - Akemi Takada, mangaka japonaise.
  - Angus Young, guitariste du groupe AC/DC.

## Avril
- 1er avril : Tony Tuff, chanteur de reggae jamaïcain († 20 avril 2024).
- 2 avril : Steve Sumner, footballeur néo-zélandais († 8 février 2017).
- 4 avril :
  - Johanne Fontaine, actrice canadienne († 11 octobre 2018).
  - Armin Rohde, acteur allemand.
  - Simplice Sarandji, homme d'État centrafricain.
  - Étienne Tassin, philosophe et universitaire français († 7 janvier 2018).
- 5 avril :
  - Lazarus Chakwera, homme d'État malawite.
  - Akira Toriyama, mangaka créateur de Dragon Ball († 1er mars 2024).
  - Ricardo Ferrero Porcarelli, joueur et entraîneur de football argentin († 16 novembre 2015).
  - Charlotte de Turckheim, actrice, réalisatrice et humoriste française.
- 6 avril :
  - Cathy Jones, actrice et productrice.
  - Michael Rooker, acteur américain.
- 7 avril :
  - Werner Stocker, acteur allemand († 27 mai 1993).
  - Bruno Zaremba, footballeur français († 5 novembre 2018).
- 9 avril :
  - Yamina Benguigui, réalisatrice et scénariste française.
  - Oldemiro Balói, homme politique mozambicain († 13 avril 2021).
- 11 avril :
  - Michel de Lamotte, homme politique belge de langue française.
  - Piers Sellers, astronaute américain († 23 décembre 2016).
- 12 avril :
  - Jean-Louis Aubert, chanteur français.
  - Eduardo Dibós Silva, pilote de rallyes péruvien († 14 février 2015).
- 13 avril :
  - Hideki Saijō, chanteur japonais († 16 mai 2018).
  - Louis Johnson, bassiste et réalisateur artistique américain de funk, membre des Brothers Johnson († 22 mai 2015).
  - Dominique Mézerette, réalisateur et scénariste français († 12 juillet 2016).
- 16 avril : 
  - Grand-Duc Henri de Luxembourg.
  - Clive Campbell, disc jockey américano-jamaïcain, pionnier de la musique hip-hop.
  - Alekseï Pajitnov, ingénieur en informatique russe, créateur de la série de jeux Tétris
- 17 avril :
  - Chantal Bertouille, femme politique belge de langue française.
  - Pete Shelley, auteur, chanteur et guitariste britannique († 6 décembre 2018).
- 18 avril : Jean-Pascal Cogné, géophysicien français († 9 mars 2017).
- 20 avril :
  - Donald Pettit, astronaute américaine.
  - Svante Pääbo, biologiste, paléogénéticien suédois.
- 21 avril : Tuheitia Paki,	Monarque néo-zélandais et Roi des Maoris de Nouvelle-Zélande († 29 août 2024).
- 22 avril : Marie Uguay, poète québécoise († 26 octobre 1981).
- 23 avril : Ludovikus Simanullang, évêque indonésien († 20 septembre 2018).
- 24 avril : Apple Gabriel, chanteur jamaïcain († 23 mars 2020).
- 25 avril : Jane Stewart, femme politique canadienne.
- 26 avril :
  - Chen Daoming, acteur chinois.
  - Toni Iwobi, homme politique italien d'origine nigériane.
  - Jean-Luc Seigle, écrivain, scénariste, dialoguiste et dramaturge français († 5 mars 2020).
- 28 avril :
  - Bertrand Renard, animateur de télévision et écrivain français.
  - Antonia de Prusse, duchesse de Wellington.
  - Saeb Erekat, diplomate palestinien († 10 novembre 2020).
- 29 avril :
  - Hanns Martell, auteur-compositeur et chanteur allemand.
  - Klaus Siebert, biathlète et entraîneur est-allemand († 24 avril 2016).
  - Leslie Jordan, acteur américain († 24 octobre 2022).
- 30 avril :
  - Axel Cassel : sculpteur allemand († 9 mai 2015).
  - Nicolas Hulot, journaliste, animateur et producteur de télévision, écrivain, homme d'affaires et homme politique français.

## Mai
- 1er mai :
  - Jean-Michel Payet, architecte, illustrateur et écrivain français.
  - Julie Pietri, chanteuse française.
- 2 mai : Jim Karygiannis, homme politique.
- 3 mai : Jean Lassalle, homme politique français.
- 5 mai : Élisa Servier, actrice française.
- 6 mai : 
  - Donald A. Thomas, astronaute américain.
  - Patricia Haffner, pilote de ligne française.
- 7 mai : 
  - Sylvain Augier, animateur de radio et de télévision français († 16 mars 2024).
  - Jacques Martial, acteur, metteur en scène, homme politique français († 12 août 2025).
- 10 mai : Mark David Chapman, fan américain, assassin de John Lennon.
- 11 mai : Ēriks Ķiģelis, chanteur et musicien letton († 5 octobre 1985).
- 12 mai : Yvon Godin, homme politique provenant du Nouveau-Brunswick.
- 14 mai : Big Van Vader, catcheur américain († 18 juin 2018).
- 15 mai :
  - Parviz Meshkatian, compositeur et musicien iranien, maître de santûr († 21 septembre 2009).
  - Pierre Yameogo, réalisateur et scénariste burkinabé († 1er avril 2019).
- 16 mai :
  - Gérard Moss, pilote, ingénieur, conférencier], écologiste et explorateur suisse-brésilien  († 16 mars 2022).
  - Debra Winger, actrice et productrice américaine.
- 17 mai :
  - Susan Nye, femme politique britannique.
  - Bill Paxton, acteur et réalisateur américain († 25 février 2017).
- 18 mai : Christine Bernardi, mathématicienne française († 10 mars 2018).
- 19 mai : Pierre Thuot, astronaute américain.
- 20 mai : Zbigniew Preisner, compositeur polonais.
- 21 mai : 
  - Eddie Milner, joueur de baseball américain († 2 novembre 2015).
  - Soumanou Oke, homme d'État et militaire béninois († 17 décembre 2022).
- 22 mai :
  - John Grimaldi, musicien et compositeur anglais († 15 novembre 1983).
  - Dale Winton, animateur de radio et de télévision britannique († 18 avril 2018).
  - Philip Dybvig, économiste américain.
- 23 mai : Bernard Becaas, coureur cycliste français († 25 août 2000).
- 25 mai : Renaud Girard, journaliste français.
- 27 mai :
  - Abdelmalek Ali Messaoud, footballeur algérien († 6 février 2022).
  - Philippe Mousset, évêque de Pamiers.
  - Takashi Naitō, acteur japonais.
- 29 mai : 
  - John Warnock Hinckley, Jr., criminel américain ayant tenter de tuer le président Reagan.
  - Mike Porcaro, bassiste de rock américain († 15 mars 2015).
- 31 mai :
  - Julio Oscar Mechoso, acteur américain († 25 novembre 2017).
  - Naomi Munakata, cheffe de chœur et professeure académique brésilienne († 26 mars 2020).

## Juin
- 1er juin : 
  - Chiyonofuji Mitsugu, lutteur de sumo japonais († 31 juillet 2016).
  - Lionel Manga, auteur et critique d'art camerounais († 15 décembre 2024).
- 3 juin : Éphraïm Kalsakau, syndicaliste et homme politique vanuatais.
- 6 juin :
  - Lauro Olmo Enciso, archéologue espagnol.
  - Sam Simon, scénariste, producteur, réalisateur et animateur américain († 8 mars 2015).
- 8 juin : Valérie Mairesse, actrice, coanimatrice télé française.
- 9 juin : Didier Bellens, homme d'affaires belge († 28 février 2016).
- 10 juin :
  - Andrew Stevens, acteur, producteur, réalisateur et scénariste américain.
  - Marc Autheman, journaliste français.
- 11 juin :
  - Pierre Blaise, acteur français († 31 août 1975).
  - Marie Gruber, actrice allemande († 8 février 2018).
- 14 juin :
  - Joe Preston, restaurateur et homme politique canadien.
  - Tito Rojas, musicien portoricain († 26 décembre 2020).
- 15 juin : 
  - Mauril Bélanger, homme politique canadien-français († 16 août 2016).
  - James Roger Crompton Lupton, baron Lupton, pair et homme politique britannique.

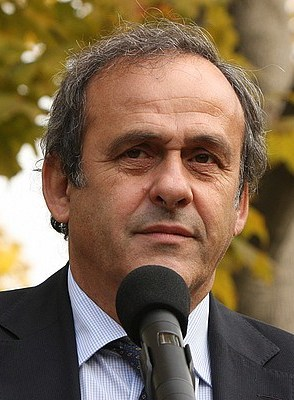
Michel Platini.

- Michel Platini.16 juin : Lilit Pipoyan, musicienne arménienne.
- 17 juin : Arezki Idjerouidène, homme d'affaires franco-algérien († 23 avril 2016).
- 18 juin : Mísia, musicienne portugaise († 27 juillet 2024).
- 21 juin :
  - Jean-Pierre Mader, auteur-compositeur-interprète et producteur français.
  - Leigh McCloskey, acteur américain.
  - Michel Platini, footballeur français.
  - Muriel Salmona, psychiatre française spécialiste de psychotraumatologie.
- 22 juin :
  - Mauk Moruk, homme politique timorais († 8 août 2015).
  - David Turnley et Peter Turnley, photographe et photojournaliste américain.
- 23 juin : Jean Tigana, footballeur français.
- 25 juin :
  - Michael McShane, comédien américain.
  - Christine Albanel, femme politique française, ministre de la Culture et de la Communication.
- 26 juin :
  - Albert Vitali, homme politique suisse († 12 juin 2020)
  - Maxime Bossis, footballeur français.
  - Rachid Arhab, journaliste franco-algérien.
  - Mohammad Mokhber, homme politique iranien.
- 27 juin :
  - Isabelle Adjani, actrice française.
  - Muriel Montossey, actrice et auteure française.
  - Patrick Pinchart, rédacteur en chef du magazine français de bandes dessinées Spirou.
- 28 juin : Eberhard van der Laan, avocat et homme politique néerlandais († 5 octobre 2017).
- 29 juin :
  - Catherine T. Hunt, chimiste américaine.
  - Alain Labelle, personnalité de la radio et de la télévision québécoise.

## Juillet
- 1er juillet:
  - Christian Estrosi, homme politique français.
  - Li Keqiang, homme d'État chinois († 27 octobre 2023).
  - Yang Gui-ja, auteure sud-coréenne.
- 3 juillet : Dominique You, évêque catholique français, évêque au Brésil.
- 4 juillet : Ben Hamilton-Baillie, architecte et urbaniste anglais († 3 mars 2019).
- 9 juillet : Lindsey Graham, sénateur des États-Unis pour la Caroline du Sud depuis 2003.
- 10 juillet : Regina Yaou, romancière ivoirienne († 4 novembre 2017).
- 11 juillet : Titouan Lamazou, artiste et navigateur français.
- 12 juillet : Leonid Afremov, peintre israélien d'origine biélorusse († 19 août 2019).
- 13 juillet : Pampi Laduche, joueur français de pelote basque († 30 novembre 2021).
- 16 juillet : Michel Pansard, évêque catholique, évêque de Chartres.
- 18 juillet :
  - Andrea Parodi, chanteur italien († 17 octobre 2006).
  - Teresa Ann Savoy, actrice britannique († 9 janvier 2017).
- 19 juillet :
  - Dalton McGuinty, premier ministre de l'Ontario.
  - Karen Cheryl, chanteuse, comédienne et animatrice de radio et de télévision française.
- 22 juillet : Willem Dafoe, acteur, scénariste et coproducteur américain.
- 29 juillet : Gérard Dhôtel, journaliste et écrivain français († 27 mars 2015).
- 30 juillet :
  - Raquel Kogan, artiste brésilienne.
  - Jim Peterson, homme politique canadien.
- 31 juillet : Gilles Bilodeau, joueur de hockey sur glace canadien († 12 août 2008).

## Août
- 2 août :
  - Tony Godden, footballeur anglais.
  - Muriel Robin, comédienne et humoriste française.
  - Pierre Siramy, officier de marine français († 6 avril 2019).
- 3 août : Florence Klein, journaliste et présentatrice de télévision française.
- 4 août :
  - Andrew M. Allen, astronaute américain.
  - Charles Gemar, astronaute américain.
  - Piers McDonald, syndicaliste et premier ministre du yukon.
- 9 août :
  - Maud Olofsson, femme politique suédoise.
  - Henri Orlandini, footballeur français († 21 juin 2016).
- 15 août : Roger Willemsen, écrivain, journaliste et animateur de télévision allemand († 7 février 2016).
- 18 août : Patrick Bouet, président du Conseil national de l'Ordre des médecins.
- 19 août :
  - Apisai Ielemia, homme politique tuvaluan († 19 novembre 2018).
  - Patricia Scotland, Ancienne Procureur général pour l'Angleterre et le pays de Galles.
- 22 août : Marie Claire Dati, femme de lettres camerounaise.
- 23 août : 
  - Morenito de Maracay (José Nelo Almidiciana), matador vénézuélien.
  - Valentina Petrenko, femme politique russe.
- 24 août :
  - Louis Bertholom, poète français.
  - Juan Ferrer, judoka cubain († 22 octobre 2015).

## Septembre
- 1er septembre : Michèle Pétin, productrice et écrivaine française.
- 2 septembre :
  - Khaled Fouad Allam, sociologue et homme politique algérien naturalisé italien († 10 juin 2015).
  - Florenta Mihai, joueuse de tennis roumaine († 14 octobre 2015).
- 6 septembre :
  - Vincent Darius, prélat dominicain grenadin († 26 avril 2016).
  - Dragan Vučić, compositeur, chanteur et animateur de télévision yougoslave puis macédonien († 4 mai 2020).
  - Carl E. Walz, astronaute américain.
- 7 septembre :
  - Gert Brauer, footballeur est-allemand puis allemand († 1er janvier 2018).
  - Mira Furlan, actrice croate († 20 janvier 2021).
- 8 septembre : Olivia Dutron, actrice française.
- 9 septembre :
  - Edward Hibbert, acteur américain.
  - John Kricfalusi, scénariste, réalisateur et animateur canadien.
- 13 septembre : Brian H. Dierker, acteur américain.
- 14 septembre : 
  - Olivier Roellinger, chef cuisinier et homme d'affaires français.
  - Léon XIV, prélat catholique, pape actuel.
- 16 septembre : Catherine Fournier, femme politique française († 7 décembre 2021).
- 17 septembre : Charles Martinet, acteur de doublage américain, principalement connue comme la voix de Mario.
- 19 septembre : Dominique Arnaud, coureur cycliste français († 20 juillet 2016).
- 20 septembre : Georg Christoph Biller, chef de chœur allemand († 27 janvier 2022).
- 21 septembre :
  - François Cluzet, acteur français.
  - Matti Hagman, joueur de hockey sur glace finlandais († 11 octobre 2016).
  - Richard J. Hieb, astronaute américain.
- 24 septembre : Sophie Dessus, femme politique française († 3 mars 2016).
- 27 septembre : Lorenzo Piani, chanteur italien († 14 août 2016).
- 28 septembre : Stéphane Dion, chef du Parti libéral du Canada de 2006 à 2008.
- 29 septembre :
  - Ann Bancroft, enseignante et exploratrice polaire américaine.
  - Gwen Ifill, journaliste américaine († 14 novembre 2016).

## Octobre
- 1er octobre : 
  - Victor Rivers, acteur américain.
  - Beytocan, musicien kurde († 12 septembre 2023).
- 2 octobre :
  - Joseph Mukasa Zuza, prélat catholique Malawi († 15 janvier 2015).
  - Norodom Arunrasmy, princesse, femme politique et diplomate cambodgienne.
- 3 octobre : 
  - David Silveti, matador mexicain († 12 novembre 2003).
  - Tommy Wiseau, réalisateur et acteur américain.
- 4 octobre : Branko Cikatić, kickboxeur yougoslave puis croate († 22 mars 2020).
- 5 octobre :
  - Caroline Loeb, chanteuse française.
  - David A. Prior, producteur, réalisateur et scénariste américain († 16 août 2015).
  - Sandra Torres, femme politique Guatémaltèque.
- 6 octobre : Djovi Gally, homme politique togolais († 27 septembre 2023).
- 8 octobre : Manrico Gammarota, acteur et réalisateur italien († 10 février 2015).
- 9 octobre : 
  - Thierry Herzog, avocat français.
  - Leonardo Padura, scénariste et écrivain cubain.
- 10 octobre :
  - Philippe Lioret, réalisateur et scénariste français.
  - Mike Mangold, aviateur américain († 6 décembre 2015).
- 11 octobre :
  - Moctar Ouane, homme politique malien.
  - Sydney Duteil, animateur radio et télévision.
- 12 octobre :
  - Brigitte Lahaie, actrice française.
  - Samuel Schatzmann, cavalier de dressage suisse († 2 novembre 2016).
  - Serge Venturini, poète français.
- 14 octobre : Danièle Karniewicz, syndicaliste française († 31 décembre 2016).
- 16 octobre :
  - Ellen Dolan, actrice américaine de théâtre, de cinéma et de télévision.
  - Allan Rowe, homme politique canadien († 16 mars 2015).
- 17 octobre : Sam Bottoms, acteur et producteur américain († 16 décembre 2008).
- 18 octobre :
  - Bernard Njonga, ingénieur agronome, activiste et homme politique camerounais († 21 février 2021).
  - David Twohy, réalisateur et scénariste américain.
- 19 octobre :
  - Roland Dyens, guitariste, concertiste, compositeur, arrangeur et improvisateur français († 29 octobre 2016).
  - Sabine Haudepin, actrice et scénariste française.
  - Lonnie Shelton, joueur de basket-ball américain († 8 juillet 2018).
- 20 octobre :
  - Aaron Pryor, boxeur américain († 9 octobre 2016).
  - Marc Toesca, animateur de radio et de télévision français.
  - Maurizio Zanfanti, play-boy italien († 26 septembre 2018).
- 22 octobre : Bill Condon, réalisateur, scénariste, acteur et producteur américain.
- 23 octobre : Andrew Cohen, auteur américain († 25 mars 2025).
- 26 octobre : Stephen K. Robinson, astronaute américain.
- 27 octobre : Michael Shamus Wiles, acteur américain.
- 28 octobre :
  - Ramina Beradzé, femme politique géorgienne.
  - Bill Gates, informaticien, entrepreneur et milliardaire américain.
  - Yves Simoneau, réalisateur, scénariste, producteur et monteur canadien.
- 30 octobre :
  - Daryl Coley, pasteur, directeur musical et chanteur de gospel américain († 15 mars 2016).
  - Liu Xiaoqing, actrice, productrice et femme d'affaires chinoise.
- 31 octobre : Badri Patarkatsichvili, homme d'affaires et homme politique géorgien († 12 février 2008).
- ? octobre : Ibrahima Kébé, peintre sénégalais († 8 septembre 2019).

## Novembre
- 1er novembre : Souleymane Bachir Diagne, philosophe sénégalais.
- 2 novembre : Gregg Rudloff, ingénieur du son américain († 6 janvier 2019).
- 3 novembre :
  - Michelle Fischbach, femme politique américaine.
  - Phumzile Mlambo-Ngcuka, femme politique zoulou.
- 5 novembre :
  - Kris Jenner, femme d'affaires, designer, manager américaine.
  - Tomek Steifer, peintre, graphiste, peintre héraldiste et généalogiste polonais († 8 octobre 2015).
- 6 novembre : Maria Shriver, journaliste américaine et ex-femme d'Arnold Schwarzenegger.
- 7 novembre :
  - Jacques Martial, acteur, metteur en scène et homme politique français.
  - Matthieu Matondo Mateya, musicien et comédien congolais († 23 juin 2009).
- 8 novembre : 
  - Souleymane Bachir Diagne, philosophe sénégalais.
  - Jacques N'Guea, joueur de football international camerounais († 30 mai 2022).
- 10 novembre : Horacio Pagani, industriel argentin
- 11 novembre : 
  - Jigme Singye Wangchuck, roi du Bhoutan.
  - Friedrich Merz, homme politique allemand.
- 13 novembre :
  - Whoopi Goldberg, actrice américaine.
  - Jon Jefferson, écrivain et documentariste américain.
  - Stanisław Terlecki, joueur de football international polonais († 28 décembre 2017).
- 16 novembre : Guillermo Lasso, homme politique équatorien, Président de la République de l'Équateur (2021-2023).
- 17 novembre :
  - Patrick Achi, homme politique ivoirienne.
  - Edi Fitzroy, chanteur de reggae jamaïcain († 4 mars 2017).
- 19 novembre :
  - Clara Bohitile, femme politique namibienne.
  - Ihor Chtcherbakov, compositeur ukrainien.
- 21 novembre : Jacob Desvarieux, chanteur, musicien, arrangeur et producteur français († 30 juillet 2021).
- 22 novembre : Grzegorz Miecugow, journaliste de radio et télévision polonais († 26 août 2017).
- 24 novembre :
  - Clive Whitehead, footballeur anglais.
  - Najib Mikati, homme d'État libanais, ancien président du Conseil des ministres du Liban.
- 25 novembre : Patrick Crombé, sculpteur belge.
- 26 novembre : Françoise-Hélène Jourda, architecte française († 31 mai 2015).
- 27 novembre : Bill Nye, vulgarisateur scientifique américain, principalement connue pour l'émission Bill Nye The Science Guy.
- 29 novembre : Hassan Sheikh Mohamoud, homme d'État somalien.
- 30 novembre : 
  - Deborra-Lee Furness, actrice australienne.
  - Kevin Conroy, acteur américain († 10 novembre 2022).

## Décembre
- 1er décembre : Verónica Forqué, actrice espagnole († 13 décembre 2021).
- 2 décembre : Christophe Odent, acteur et réalisateur français.
- 3 décembre : Steven Culp, acteur américain.
- 4 décembre :
  - Yasser Ayyash, prélat catholique jordanien.
  - Maurizio Bianchi, musicien italien.
- 5 décembre :
  - Dumitru Găleșanu, écrivain, poète, philosophe, illustrateur et juriste roumain.
  - Karin Neugebauer, nageuse est-allemande.
- 7 décembre : Chuck Loeb, guitariste de jazz américain († 31 juillet 2017).
- 8 décembre : Ringo Lam, réalisateur, producteur et scénariste hongkongais († 29 décembre 2018).
- 9 décembre : Janusz Kupcewicz, footballeur polonais († 4 juillet 2022).
- 11 décembre : Antoine Émaz, poète français († 3 mars 2019).
- 13 décembre :
  - Emmanuèle Bernheim, romancière, essayiste et scénariste française († 10 mai 2017).
  - Manohar Parrikar, homme politique indien († 17 mars 2019).
- 14 décembre : Michael Weiss, mathématicien allemand.
- 16 décembre :
  - Xander Berkeley, acteur américain.
  - Karel Kolář, coureur de 400 m tchécoslovaque puis tchèque († 4 octobre 2017).
- 18 décembre :
  - Juan Molinar Horcasitas, homme politique mexicain († 20 mai 2015).
  - Antoinette Jelgersma, actrice néerlandaise.
- 20 décembre : David Breashears, réalisateur cinématographique et alpiniste américain († 14 mars 2024).
- 21 décembre : Jane Kaczmarek, actrice américaine, d'origine polonaise.
- 22 décembre :
  - Philippe Leuckx  écrivain belge.
  - Milan Bandić, homme politique yougoslave puis croate († 28 février 2021).
- 24 décembre : Clarence Gilyard, acteur américain (28 novembre 2022).
- 25 décembre : Marc Taraskoff, peintre et illustrateur français († 2 mars 2015).
- 26 décembre : Hafid Senhadri, haut cadre de l'État algérien († 18 mars 1993).
- 27 décembre :
  - Miguel Gallardo, auteur de bande dessinée espagnol († 21 février 2022).
  - Daniel Mercure, musicien canadien.
- 28 décembre :
  - Jean de Codt, premier-président de la Cour de cassation de Belgique de 2014 à 2019.
  - Liu Xiaobo, écrivain, professeur d'université et militant des droits de l'homme chinois († 13 juillet 2017).
- 29 décembre : Dominique Guilluy, saxophoniste et humoriste Français.
- 30 décembre : Kim Hae-sook, actrice sud-coréenne.
- 31 décembre : Jarosław Guzy, homme politique polonais.

## Date précise inconnue
- Madeha al-Ajroush, féministe saoudienne.
- Bert Bertrand, journaliste belge spécialisé en musique rock († 6 février 1983).
- Arabella Castro Quiñónes, avocate et femme politique guatémaltèque.
- Marie-Claire Chevalier, femme française notamment célèbre pour avoir été défendue par Gisèle Halimi dans le cadre du procès de Bobigny († 25 janvier 2022).
- Soungalo Coulibaly, percussionniste malien († 9 mars 2004).
- Mohamed Kacimi, romancier et essayiste algérien.
- Éric Lévi, musicien français, membre fondateur d'Era.
- Tshitenge Lubabu, journaliste Congolais (RDC) († 2 novembre 2021).
- Pascal Monteilhet, luthiste et théorbiste français († 23 août 2022).
- Khadija Mumtaz, romancière indienne.
- François Rossel, poète, éditeur, psychologue et écrivain vaudois († 6 novembre 2015).
- Vladimir Sviridov, officier russe († novembre 2023)
- Lucy Tamlyn, diplomate américaine.
- Elisenda Vives, diplomate andorrane, ambassadrice.
- Zhang Haidi, écrivaine chinoise.
- Maria Ziadie-Haddad, pilote de ligne jamaïcaine.